# Ronald Reagan
Ronald Wilson Reagan (Tampico, 1911. február 6. – Los Angeles, 2004. június 5.) amerikai színész, politikus, Kalifornia állam kormányzója, az Amerikai Egyesült Államok 40. elnöke.

## Életrajz
Reagan az Illinois állambeli Tampicóban született. Cipőkereskedő apja, az ír származású John „Jack” Reagan alkoholizmusa miatt anyja, Nelle Wilson tartotta egyben a családot. Rossz anyagi körülményeik miatt, Ronald tanulmányai mellett kénytelen volt munkát vállalni (nyaranta például többször volt vízi mentő). 1932-ben diplomázott szociológiából és közgazdaságtanból az illinois-i Eureka College-on.

### Színészi karrierje
Jó előadói képességét először Chicagóban rádiós sportriporterként kamatoztatta, majd 1937-ben áttette székhelyét Hollywoodba.
1940-ben feleségül vette Jane Wyman színésznőt, akinek tőle egy leánya született, Maureen (1941–2001) és örökbe fogadták Michaelt (1945–). Házasságuk több ok miatt megromlott (Reagan elfoglaltsága, illetve 1947-ben röviddel születése után meghalt második lányuk, Christine), 1948-ban el is váltak. 1952-ben Reagan újra megházasodott, a szintén színésznő Nancy Davist vette el. Ebből a házasságából született Patti (1952–) és Ron (1958–).
A Warner Bros. filmgyár megbízásából, több tucat filmben szerepelt, általában mellékszereplőként. Leghíresebb filmjei: a Sötét győzelem (Humphrey Bogart és Bette Davis oldalán) vagy az Út Santa Fébe (Errol Flynn partnereként, Kertész Mihály rendezésében). A második világháborúban tartalékos tiszt volt a légierőnél, majd újra visszatért Hollywoodba.
Az 1950-es években egyre kevesebb filmszerepet kapott, valószínűleg ez is közrejátszott abban, hogy egyre inkább a politika felé fordult. Miután kétszer megválasztották a filmszínész-szakszervezet (SAG) elnökévé (1947–52 és 1959–60), a nagypolitikai pályát célozta meg. Utolsó filmjét 1967-ben forgatta, Gyilkosok címmel.

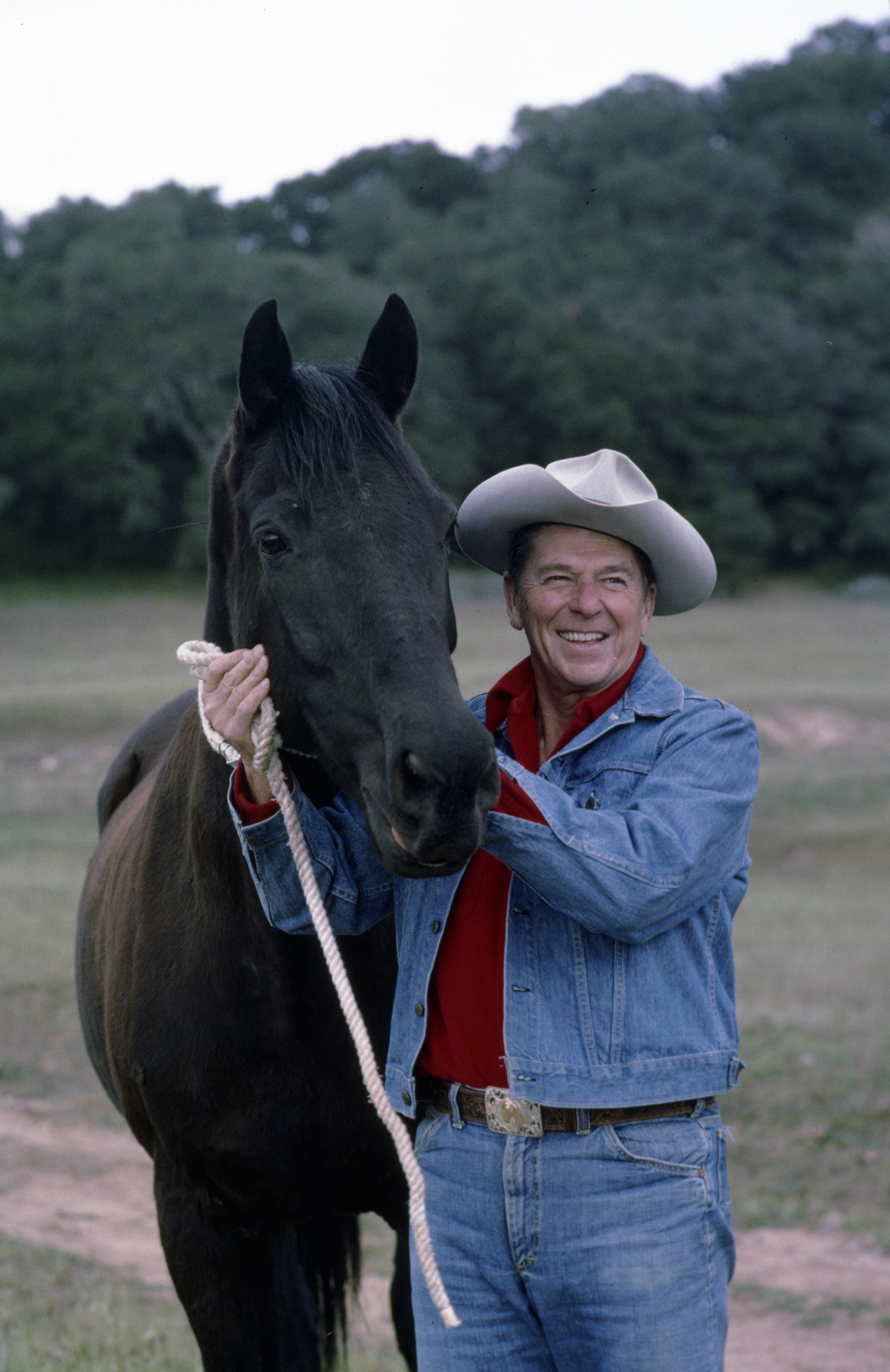
Reagan kedvenc lovával (1977)

### Kalifornia kormányzójaként (1967–1975)
Bár fiatalon és színészként is a demokratákat (különösen Franklin D. Roosevelt politikáját) támogatta, mégis a Republikánus Pártba lépett be 1962-ben. Ismertsége és népszerűsége nagyban segítette, hogy 1966-ban Kaliforniában kormányzóvá válasszák. Ebben a minőségében sikerült az állami költségvetést kiegyensúlyoznia és Kalifornia gazdaságát fejlődési pályára állítania, de ez együtt járt a szociális és egészségügyi háló leépítésével. 1970-ben újraválasztották a posztján.
Többször már nem jelöltette magát kormányzónak, mert teljes erővel az elnökjelöltségre akart koncentrálni. 1980-ban sikerült is pártja első számú jelöltjévé válnia, az elnökválasztáson pedig legyőznie az akkor hivatalban lévő Jimmy Cartert. Elemzők szerint sikerének oka a jó kampány mellett, Carter elnöknek az iráni túszdráma kapcsán mutatott tehetetlensége volt. Az amerikai túszokat végül elnökségének első napján engedték haza az iráni túszejtők, így is kifejezve Carterrel szembeni ellenszenvüket.

### Elnökként (1981–1989)

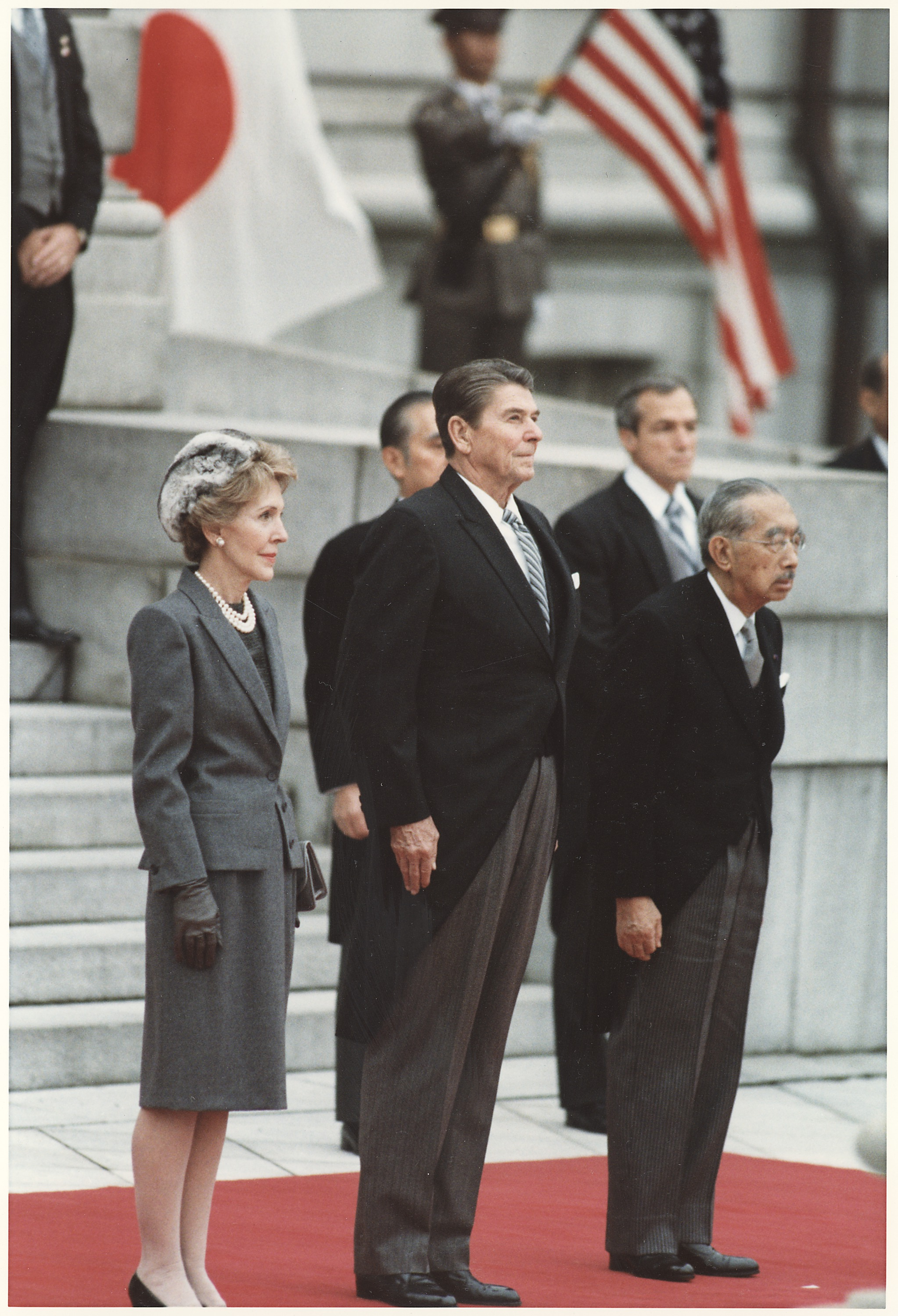
Nancy és Ronald Reagan Hirohito japán császár társaságában (1983)

Csaknem hetvenéves volt, amikor először megválasztották, népszerűsége töretlen volt, ezért 1984-ben újraválasztották úgy, hogy az elektori kollégiumban elsöprő (525:13) többséget szerzett.
Két hónappal hivatalba lépése után, 1981. március 30-án egy New York-i elmebeteg taxisofőr, John W. Hinckley revolveres merényletet követett el ellene. Állítása szerint ő csak lemásolta az akkoriban divatos Taxisofőr (Taxi Driver) című film egyik jelenetét, hogy megmentse a filmben játszó Jodie Fostert, akibe halálosan szerelmes volt. A merényletről 2001-ben A Reagan elleni merénylet címmel film is készült.
Az 1973-as és 1979-es olajválság hatására bekövetkezett gazdasági stagfláció helyreállítása érdekében folytatta a már kormányzóként megkezdett – a neves közgazdász Milton Friedman által inspirált – neokonzervatív gazdaságpolitikát, melyet Reaganomicsnak is neveztek. A Nagy gazdasági világválság idején Roosevelt elnök által New Deal néven elindított, majd a Johnson elnökségének idején Great Society néven bevezetett szociálpolitikai intézkedések védőhálóját leépítve próbálta csökkenteni az állam gazdasági és szociális szerepvállalását, nagyarányú jövedelemadó-csökkentést hajtott végre, és jelentősen növelte a fegyverkezési kiadásokat. Bár költségvetési szigort hirdetett meg elnöksége elején, az államháztartási hiányt nem sikerült csökkentenie.
1983-ban tanácsadói (többek között Teller Ede) javaslatára meghirdette a Stratégiai Védelmi Kezdeményezést (Strategic Defence Initiative, SDI), vagy sajtó által elterjesztett nevén csillagháborús tervet, amelynek kulcsszerepe volt a Szovjetunió végleges megroppantásában. A fegyverkezési verseny újraindítása jegyében közép-amerikai államokban tervezett intervenciót, az ottani, USA-val ellenséges rezsimek megdöntése céljából. Az ellenzékiek felfegyverzésén és támogatásán kívül Nicaragua esetében a légierő bevetésére is sor került (ez utóbbi akciót 1986-ban a hágai Nemzetközi Bíróság törvénytelennek találta). 1983-ban a szovjetveszélyre hivatkozva amerikai csapatok megszállták Grenadát, ahol megdöntötték Maurice Bishop kubai típusú rezsimét.
A Szovjetunió és Afganisztán között kirobbant konfliktusba direkt módon nem avatkozott be, de támogatta a szovjetellenes terrorista akciókat elkövető mudzsáhideket. 1986-ban egy nyugat berlini diszkóban történt merényletre válaszolva líbiai célpontokat bombázott az amerikai légierő.

Reagan, Colin Powell nemzetbiztonsági főtanácsadóval egyeztet az Ovális Irodában (1988)

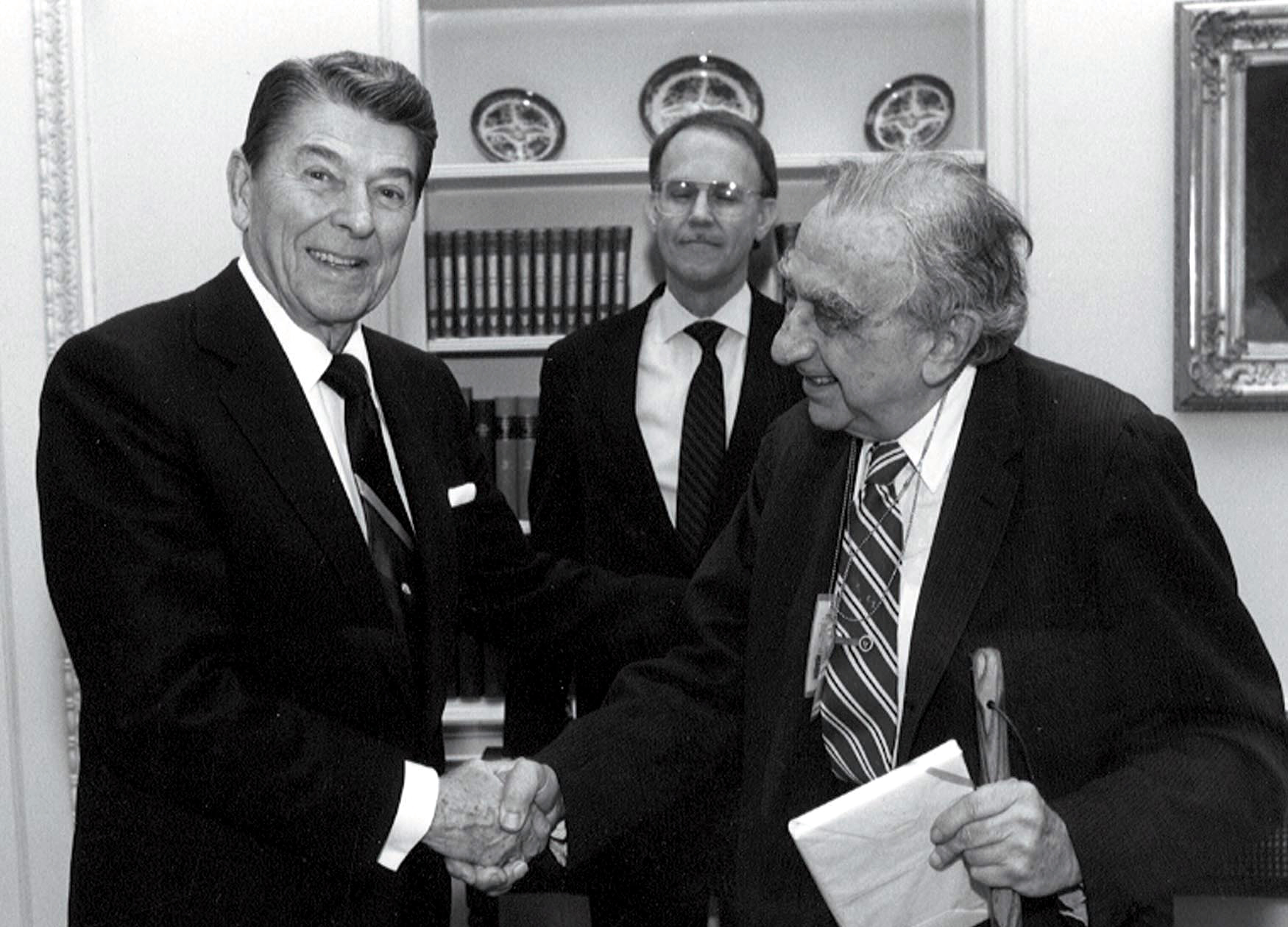
Reagan elnök a National Medal of Science kitüntetést adja Teller Ede professzornak (1983)

Nagy nemzetközi sajtóvisszhangot váltott ki a második elnöki ciklusában kirobbant Irán-kontra botrány, amelyben kiderült, hogy az USA fegyvereket adott el – az akkoriban Irakkal háborúskodó – Iránnak, és a befolyt pénzekből a nicaraguai ellenzéket, a kontrákat támogatta gerillaakcióikban. Az ügyet Reagan eleinte tagadta, majd később beismerte, hogy hibát követtek el. Mindez azonban nem csorbította jelentősen népszerűségét.
A kortársai által csak „Nagy Kommunikátornak” nevezett Reagan – retorikai képességeinek köszönhetően – bármilyen szituációból képes volt politikai tőkét kovácsolni magának. Mind a Challenger-katasztrófa kapcsán elmondott beszéde, mind Nyugat-Berlinben a fal lebontásának szükségességéről elmondott beszéde („Gorbacsov úr bontsa le ezt a falat!”) nagy hatással volt hallgatóságára. Az USA-ban úgy tartják, kulcsszerepe volt az általa a „Gonosz Birodalmá”-nak elnevezett Szovjetunió megdöntésében. Népszerűségére jellemző, hogy az 1984-es választáson Reagan minden egyes államban nyert, Minnesota kivételével.
1989-ben, amikor befejeződött második elnöki mandátuma, saját alelnökét, Busht ajánlotta utódjául, ezzel is biztosítva politikájának folytatását.

### Utolsó évei

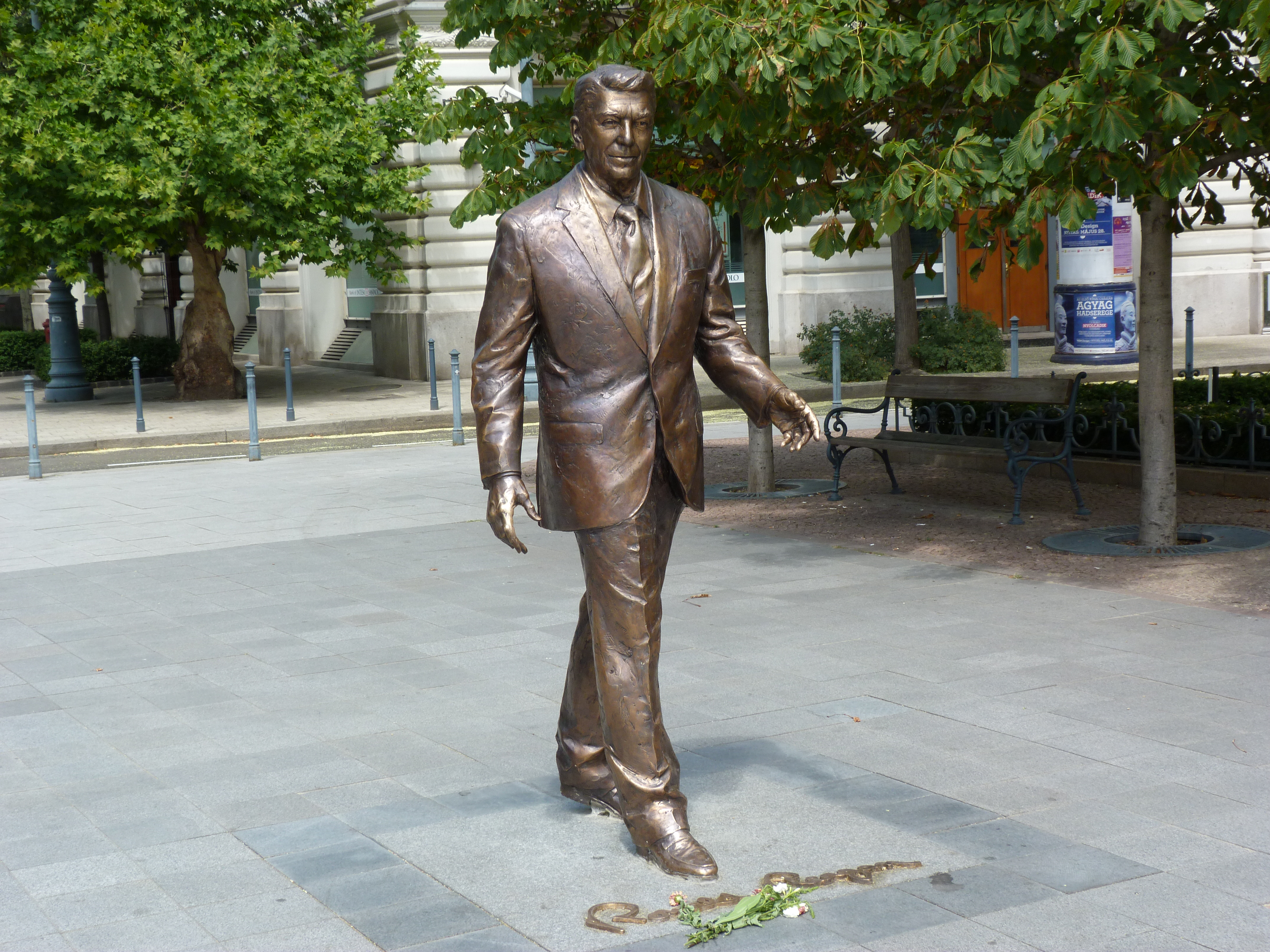
Reagan szobra Budapesten (2011)

Visszavonulása után néhány évig a National Review konzervatív lap szerkesztőbizottságában dolgozott. 1992-ben a német újraegyesítés előmozdításáért Berlin díszpolgárává avatták.
1994-ben nyilvánosságra hozta, hogy Alzheimer-kórban szenved, ami után már egyre kevesebbszer mutatkozott a nyilvánosság előtt.
2004. június 5-én tüdőgyulladás következtében, 93 évesen vesztette életét. A Ronald Reagan Elnöki Könyvtár melletti parkban helyezték örök nyugalomra.
Még életében elneveztek róla egy repülőgép-hordozót (USS Ronald Reagan), illetve egy washingtoni repülőteret.
A kommunizmus bukásának elősegítése és a hidegháború lezárása érdekében tett elvitathatatlan érdemei miatt halála után is népszerű; Magyarországon a Szabadság téren avatták fel szobrát 2011. június 29-én. „Ronald Reagan jól döntött: a változást bölcsen irányította, és megőrizte a békét” – mondta Orbán Viktor miniszterelnök ünnepi beszédében.

## Magyarul megjelent művei
- Nancy Reagan–William Novak: Most rajtam a sor – Nancy Reagan visszaemlékezései, fordította: Somogyi Ágnes, Téka–Textura, Budapest, 1990
- Egy amerikai élet, fordította: Magyarics Tamás, Antall József Tudásközpont, Budapest, 2014
- Az abortusz és a nemzet lelkiismerete; ford. Lakatos Gergő; fordítói, Keszthely, 2020

## További információ
- Hivatalos oldal
- Ronald Reagan a Facebookon
- Ronald Reagan a PORT.hu-n (magyarul)
- Ronald Reagan az Internetes Szinkronadatbázisban (magyarul)
- Ronald Reagan az Internet Movie Database-ben (angolul)
- Ronald Reagan a Rotten Tomatoeson (angolul)

| Elődje: Jimmy Carter | Az Amerikai Egyesült Államok elnöke 1981 – 1989 | Utódja: George H. W. Bush |